# Burchellia
Burchellia (Burchellia bubalina) är en art i familjen måreväxter från Sydafrika. Den är den enda arten i släktet. Arten kan odlas som krukväxt i Sverige.

## Synonymer
- Burchellia capensis R. Br.
- Burchellia kraussii Hochst.
- Burchellia major Hort. ex Heynh.
- Burchellia parviflora Lindl.
- Burchellia speciosa Hort. ex Heynh.
- Lonicera bubalina L. f. (basionym)